# 帆水母属
帆水母属（学名：Velella）为银币水母科的一个属。

## 下属物种
本属包括以下物种：
- 帆水母 Velella velella (Linnaeus, 1758)